# 普莱讷圣朗日
普莱讷圣朗日（法語：Plaines-Saint-Lange，法語發音：[plɛn sɛ̃ lɑ̃ʒ]）是法国奥布省的一个市镇，位于该省东南部，属于特鲁瓦区。该市镇2009年时的人口为261人。

## 水文
塞纳河自南向北流经境内。

## 交通
奥布省省道D17B线、D181线和D671线经过境内。

## 人口
普莱讷圣朗日人口变化图示
| 数据来源：INSEE |